# Bradysia funga
Bradysia funga är en tvåvingeart som beskrevs av Lyudmila Komarova 2003. Bradysia funga ingår i släktet Bradysia och familjen sorgmyggor. Inga underarter finns listade i Catalogue of Life.